# Niphona obscura
Niphona obscura là một loài bọ cánh cứng trong họ Cerambycidae.